# 辻沢杏子
辻沢 杏子（つじさわ きょうこ、1962年〈昭和37年〉4月21日 - ）は、日本の歌手、女優。身長161cm。B82cm、W57cm、H85cm（1984年1月）。身長162cm、体重47kg。オフィスPSC所属。
芸名は辻沢杏子 → 辻沢響江 → 辻沢杏子。

## 所属事務所経歴
泉放送制作 - オフィスPSC

## 来歴・人物
江戸川区立小岩第三中学校、東京成徳短期大学附属高校卒業。
7歳のときに「大人しくて引っ込み思案な自分を変えたい」という思いから、劇団ひまわり付属俳優養成所に入所。
1980年、『ただいま放課後』の生徒役でデビュー。
1981年、『翔んだライバル』でのリンゴちゃん役で注目される。
1984年にアイドル歌手としてデビューし、各種新人賞の候補になる。第3回メガロポリス歌謡祭では、荻野目洋子・長山洋子・渡辺桂子らと「優秀新人エメラルド賞」、第14回銀座音楽祭で審査員特別賞を受賞。
1986年、『大奥十八景』でヌードを披露。
1995年、15歳年上の会社社長と結婚。芸能活動を一時休業するが、3年半で離婚。
2005年、25歳年上のパチンコ遊具卸の実業家男性と再婚。

## 出演

### テレビドラマ
- ただいま放課後 （CX）
  - 第1シリーズ（1980年5月 - 8月） ※デビュー作品
  - 第3シリーズ（1981年1月 - 3月）
- 翔んだカップル（第25話ゲスト、1981年、CX）
- 翔んだライバル（1981年、CX）
- 土曜ワイド劇場（ANB）
  - 考古学者シリーズ2 「女主人殺し」（1982年）
  - 「白銀のみちのく幽霊殺人 雪だるまの中から美女の死体が…」（1986年） - 真紀 役
  - 「山村美紗サスペンス 愛の立待岬 京都－函館殺人事件」（1993年）
  - 「温泉若おかみの殺人推理10 下呂温泉〜飛騨高山」（2002年）
  - 「第一級殺人弁護1 鑑定証拠・罠にはまった依頼人とイルカDNAの秘密」（2002年）
  - 「警視庁捜査一課強行犯七係」（2005年）
  - 「混浴露天風呂連続殺人『ファイナル〜箱根伊豆〜さらば温泉刑事 セレブの夢が泡と散る18年前バブルに踊った女たちの傷跡』（2007年）
  - ミステリー作家 六波羅一輝の推理「白骨の語り部」（2010年12月4日） - 高坂順子 役
  - 西村京太郎トラベルミステリー60「秩父SL・3月23日の証言〜大逆転法廷!!」（2013年7月13日） - 秋山裕子 役
  - 「鉄道捜査官16」（2016年） - 松田雅子 役
- AカップCカップ（1983年、TX）
- まあええわいな（1983年、NHK）
- 月曜ドラマランド （CX）
  - 「あんみつ姫3 ワッ! 城下町に大事件! ハラハラどきどき大捕物 キョンキョン姫は名探偵!」（1984年1月9日）
  - 「ライパチくん」（1984年10月21日）
- 走れ青春42.195キロ（1984年4月11日、TX）
- イエスの方舟 イエスと呼ばれた男と19人の女たち（1985年12月9日、TBS）
- 暴れん坊将軍（ANB・東映）
  - 暴れん坊将軍II 第175話「愛の証しの月夜唄！」（1986年） - 小笛 役
  - 暴れん坊将軍III 第117話 「おんな武芸者の恋」（1990年） - 水沢りく 役
  - 暴れん坊将軍IV 第50話「血涙! 愛しき忠義」（1992年） - おふみ 役
  - 暴れん坊将軍V 第19話「おんな密偵の初恋」（1993年） - 加代 役
  - 暴れん坊将軍VI
    - 第26話「吉宗、見参！ 女剣士の挑戦状」（1995年） - 齊藤千之助 役
    - 第42話「黄金地蔵が呉れたお母ちゃん」（1995年） - 鈴華 役
- ラジオびんびん物語 （1987年、CX） - ニッポン放送社員 役
- 江戸を斬るVII（1987年、TBS） - レギュラー・お竹 役
  - 第29話「血染めの桜吹雪」・第30話「天下を救う名裁き」（1987年） - 秀麗 役
- ドラマ23（TBS）
  - 不倫のマドンナたち（1987年）
  - 桂三枝の家政婦さん（1988年）
- 火曜サスペンス劇場（NTV）
  - 「六月の花嫁1 花婿は殺人者 私のベッドに女の死体」（1988年）
  - 「小京都ミステリー11」（1994年） - 山内時枝 役
- アイラブユーからはじめよう×××（1989年、TBS）
- 時間ですよ 平成元年 （1989年、TBS）
  - 時間ですよ新春SP「梅の湯の結婚式はギャグでいっぱい」（1990年1月2日、TBS）
- 月曜・女のサスペンス「牡丹燦乱」（1989年、TX）
- ドラマチック22 ゴーゴー!バカ大将（1990年、TBS）
- 水曜グランドロマン「女忍かげろう組<弐>」（1990年、NTV / オフィス・ヘンミ） - 久美 役
- さすらい刑事旅情編 （ANB）
  - 第3シリーズ 第14話「疑惑!?アリバイ工作をした女」（1990年）
  - 第7シリーズ 第6話「特急マックスの女 血液型の謎」（1994年）- 本間朋子 役
- 赤川次郎サスペンス「リゾートホテル連続殺人事件」（1990年、TX）
- 映画みたいな恋したい「危険な情事」（1991年、TX）
- 裏刑事-URADEKA- 第8話（1992年、ABC）
- あばれ八州御用旅 第3シリーズ 第4話「風が泣いた 宿場の女」（1992年、TX / ユニオン映画 / 東映太秦映像） - おさき 役
- 銭形平次（CX・東映）※北大路欣也版
  - 第2シリーズ 第17話「追われる男」（1992年） - おみち 役
  - 第3シリーズ 第12話「不運な夜」（1993年） - おふさ 役
  - 第4シリーズ 第1話「夜歩き観音」（1994年）
  - 第5シリーズ 第7話「危険な関係」（1995年） - おその 役
- 将軍家光忍び旅 第2シリーズ（1992年 - 1993年、ANB・東映） - レギュラー・おかる 役
- 闇を斬る!大江戸犯科帳 第8話「雪姫ご乱行」（1993年、NTV / ユニオン映画） - 雪姫 役
- サスペンス・魔「ある男の三日間」（1993年、KTV・東映）
- 名奉行 遠山の金さん（ANB・東映）
  - 第5シリーズ 第26話「若年寄を救った女」（1993年） - おとき 役
  - 遠山の金さんVS女ねずみ 第14話「花嫁惨殺!完全犯罪を裁く」（1997年）
- 花王愛の劇場「とっても母娘」（TBS、1995年）
- ドラマ30
  - 危険な再会（1993年4月 - 5月、CBC）
  - いのちの現場から （MBS） - 北見涼子 役
    - 第3シリーズ（1995年10月 - 11月）
    - 第4シリーズ（1996年12月 - 1997年1月）
- 水戸黄門 第23部 第40話「闇を切り裂く白頭巾 -江戸-」（1995年、TBS / C.A.L） - お濃の方 役
- 金曜エンタテイメント （CX）
  - 「内田康夫サスペンス 浅見光彦シリーズ3 唐津佐用姫伝説殺人事件」（1996年）
  - 「妻は多重人格者」（2006年）
- 将軍の隠密!影十八（1996年、テレビ朝日・東映） - レギュラー・おはる 役
- 月曜ドラマスペシャル「早乙女千春の添乗報告書10 山梨湯けむりツアー殺人事件」（2000年、TBS）
- 大江戸を駈ける!（2001年、TBS・C.A.L）第11話「炎に仕組まれた罠」（蔵前） - おもん 役
- 特命係長 只野仁 1stシーズン 第10話「社内不倫」（2003年9月12日、EX）
- 江戸の用心棒II 第9話「尼寺の秘密」（1995年、NTV） - 順貞尼 役
- 連続テレビ小説（NHK）
  - さくら（2002年） - 海原涼子 役
  - だんだん（2008年）- 【辻沢 響江（旧芸名）】高林（田中）知美 役
  - 虎に翼（2024年9月18日 - 24日） - 並木佐江子 役[3]
- ミニモニ。でブレーメンの音楽隊（2004年、NHK）
- 女と愛とミステリー
  - 「事件記者 浦上伸介3」（2004年） - 高木朋子 役
  - 「多摩南署たたき上げ刑事・近松丙吉4」（2004年） ‐ 三田恵子
- 銭形平次村上弘明版
  - 第2シリーズ 第1話「裁けぬ悪行！平次が仕掛けた罠」（2005年） - おせい 役
- 悲しみを勇気にかえて（2005年、MBS）
- ホーリーランド 第7話「悪意」（2005年、TX）
- うちはステップファミリー（2005年、TBS） - レギュラー・小山田美鈴 役
- 科捜研の女
  - 第2シリーズ 第8話「15年前の鑑定ミス!?マリコの父が殺人犯」（2005年、EX）
  - （2018年） ‐ 小西多鶴子 役
- 相棒season4、第6話「殺人ヒーター」（EX、2005年10月12日） - 小柳津桐子　役
- 逃亡者 おりん 第1シリーズ 第7話「忍び草」 （2006年、TX） - 村上楓 役
- 次郎長背負い富士（2006年、NHK）
- おみやさん 第5シリーズ　第4話（2006年、EX）
- 水曜ミステリー9 （TX）
  - 神楽坂署生活安全課2（2006年6月14日） - 笹原浩子 役
  - 第27回横溝正史ミステリ大賞・テレビ東京賞受賞作品・『誤算』（2008年3月5日） - 鬼沢美恵子 役
  - 山村美紗サスペンス 看護師・戸田鮎子の推理カルテ（2012年7月11日） - 水木摂子 役
- 新春ワイド時代劇「忠臣蔵 瑤泉院の陰謀」（2007年1月2日、TX）
- お江戸吉原事件帖 第6話「狙われた芸者衆」（2007年、TX） - 百花 役
- 月曜ゴールデン「おんな風来マジシャン・マリコの殺人事件簿」（2010年2月8日、TBS） - 本宮君江 役
- 毒姫とわたし（2011年9月22日-9月27日、東海テレビ・フジテレビ） - 春江 役
- 刑事110キロ（2013年5月23日、テレビ朝日） - 矢沢美代子 役
- 刑事7人（2017年） ‐ 仙波好江 役
- まぁ、ええわいな（NHK）
- フジ三太郎（NTV）
- 竹久夢二物語（NHK）
- 突然他人のように
- なかよし親子
- 暖流
- ブランケット・キャッツ（2017年、NHK）-第6話「助手席のブランケット・キャット」 ‐ 鈴木さん 役
- 日曜ワイド「刑事・横道逸郎」 （2018年3月11日、テレビ朝日） - 原田花枝 役
- dele（2018年、テレビ朝日）‐ 宮内康子 役
- サイレント・ヴォイス 行動心理捜査官・楯岡絵麻 第7話（2018年、BSテレ東） - 木谷園子 役
- ドクターY〜外科医・加地秀樹〜（2019年、テレビ朝日） - 由佳里ママ 役
- にぶんのいち夫婦（2021年、テレビ東京） - 中山美代子 役

### テレビ番組
- いい旅・夢気分（TX）金田賢一と（1993年）
- いい旅・夢気分（TX）幼馴染の杉田かおると初夏の山形（2009年）
- いい旅・夢気分（TX）藤岡弘、肥後克広と冬の青森（2009年）
- 一枚の写真（CX）
- 料理天国（TBS）
- クイズ!脳ベルSHOW（BSフジ）（2018年5月1日,2020年4月22日,2020年4月23日）

### 映画
- 大奥十八景（1986年、東映） - おすみ 役
- 花園の迷宮（1988年、東映） - 牡丹 役
- 螢（1989年、東映） - 洋子 役
- 動天（1991年、東映） - 君香 役

### Vシネマ
- クライムハンター3 皆殺しの銃弾（1990年）
- 難波金融伝・ミナミの帝王 男たちの過去22（2003年）

### 舞台
- ガラスの仮面（新橋演舞場）
- 源氏物語（新歌舞伎座）
- サザエさん（アートスフィア）
- ミュージカルDEAE MY Mr（芸術劇場）

### CM
- グリコ
- イトーキ
- 大東建託

## 歌手活動
※シングル・アルバム共に東芝EMI（現: ユニバーサルミュージック）からリリースされていた。

### シングル
| #       | 発売日          | A/B面   | 収録曲                       | 作詞       | 作曲     | 編曲     | 規格品番  |         |
| 東芝EMI | 東芝EMI         | 東芝EMI | 東芝EMI                      | 東芝EMI    | 東芝EMI  | 東芝EMI  | 東芝EMI   | 東芝EMI |
| ------- | --------------- | ------- | ---------------------------- | ---------- | -------- | -------- | --------- | ------- |
| 1st     | 1984年 4月21日  | A面     | サヨナラMr.…                 | 中山大三郎 | TAI      | 川口真   | WTP-17607 |         |
| 1st     | 1984年 4月21日  | B面     | 20才すぎて                   | 有川正沙子 | TAI      | 川口真   | WTP-17607 |         |
| 2nd     | 1985年 2月21日  | A面     | MISテイク                    | 都志見隆   | 都志見隆 | 渡辺博也 | WTP-17679 |         |
| 2nd     | 1985年 2月21日  | B面     | 愛夢・キャッチ・コール       | 教重清隆   | 伊藤薫   | 丸山恵一 | WTP-17679 |         |
| 3rd     | 1985年 6月21日  | A面     | 胸さわぎ                     | 安井かずみ | 筒美京平 | 若草恵   | WTP-17728 |         |
| 3rd     | 1985年 6月21日  | B面     | 私のかなしみ                 | 安井かずみ | 筒美京平 | 若草恵   | WTP-17728 |         |
| 4th     | 1985年 11月21日 | A面     | FAR AWAY～つれてって愛の国～ | 都志見隆   | 都志見隆 | 渡辺博也 | WTP-17782 |         |
| 4th     | 1985年 11月21日 | B面     | アキラ                       | 康珍化     | 泰英二   | 新川博   | WTP-17782 |         |

## 写真集
- 辻沢杏子 ISBN 4584200572 ワニブックス（1983年）
- 胸さわぎ ISBN 4847020278 ワニブックス（1985年）
- セクシャル・メイト ISBN 4766908686 勁文社（1988年）
- TELL ME WHY ISBN 4796290060 別冊スコラ5
- RINASCITA ISBN 4894616467 フォーブリック（2001年）
- FANTASTICO ISBN 4894619350 バウハウス（2003年）